# Aloe bernadettae
Aloe bernadettae ist eine Pflanzenart der Gattung der Aloen in der Unterfamilie der Affodillgewächse (Asphodeloideae). Das Artepitheton bernadettae ehrt Bernadette Castillon, eine Expertin für die Kultivierung von aus Madagaskar stammenden Sukkulenten.

## Beschreibung

### Vegetative Merkmale
Aloe bernadettae wächst stammbildend und sprossend. Die niederliegenden Stämme erreichen eine Länge von bis zu 150 Zentimeter und einen Durchmesser von 6 Zentimeter. Die 15 bis 20 Laubblätter bilden Rosetten. Die grüne Blattspreite ist 70 Zentimeter lang und 3 bis 7 Zentimeter breit. Die gebogenen Zähne am Blattrand sind 2 Millimeter lang und stehen 7 bis 10 Millimeter voneinander entfernt.

### Blütenstände und Blüten
Der aufrechte, einfache Blütenstand erreicht eine Länge von 80 Zentimeter. Die dichten, zylindrischen Trauben sind 15 bis 20 Zentimeter lang und 5 Zentimeter. Sie bestehen aus 80 bis 100 sitzenden Blüten und einem Büschel steriler Brakteen an der Spitze. Die Brakteen weisen eine Länge von 10 Millimeter auf und sind 4 Millimeter breit. Die zitronengelben, glockenförmigen Blüten sind 16 Millimeter lang. Oberhalb des Fruchtknotens weisen die Blüten einen Durchmesser von 6 Millimeter auf. Ihre äußeren Perigonblätter sind auf einer Länge von 11 bis 14 Millimetern nicht miteinander verwachsen. Die Staubblätter und der Griffel ragen 3 bis 5 Millimeter aus der Blüte heraus.

## Systematik und Verbreitung
Aloe bernadettae ist auf Madagaskar in der Provinz Toliara auf gneissartigen Felsen verbreitet. Die Art ist nur von der Typusaufsammlung bekannt.
Die Erstbeschreibung durch Jean-Bernard Castillon wurde im Jahr 2000 veröffentlicht.

## Nachweise